# David Ytfeldt
Nils Johan David Ytfeldt, tidigare Jonsson, född 29 september 1979, är en svensk före detta professionell ishockeyspelare. Vid NHL-draften 1998 valdes han i den femte rundan, som nummer 136 totalt, av Vancouver Canucks. Ytfeldt slog igenom som back i Leksands IF där han 1999 utsågs han till årets rookie i Elitserien. Efter en kort sejour i Finland där han spelade för JYP i Liiga återvände han till Elitserien där han spelade en handfull matcher för Frölunda HC och Linköping HC. Säsongen 2002/03, som kom att bli hans sista. Då spelade han för Nyköpings Hockey i Hockeyallsvenskan.
Som junior representerade Ytfeldt Sverige vid både JEM och JVM. 1997 tog han ett JEM-silver.

## Karriär

### Klubblag
Efter att ha spelat juniorishockey för Leksands IF gjorde Ytfeldt debut i Elitserien säsongen 1997/98, där han spelade tio matcher. Parallellt med detta spelade han också för Leksand J20 där han snittade en poäng per match (13 mål och 10 assist). Under sommaren 1998 blev han vald i NHL Entry Draft av Vancouver Canucks i den femte rundan, som 136:e spelare totalt. Som 19-åring spelade han sin första hela säsong i Elitserien och blev utsedd till årets rookie. På 39 grundseriematcher noterades han för fyra assistpoäng. Säsongen 1999/00 kom att bli Ytfeldts sista med Leksands IF. Den 4 november 1999 gjorde han sitt första Elitseriemål då HV71 besegrades med 2–6. Säsongen blev hans poängmässigt främsta då han på 50 grundseriematcher noterades för tolv poäng, varav tre mål.
Den 6 april 2000 meddelade den finska klubben JYP att man skrivit ett ettårsavtal med Ytfeldt. Han drogs dock med skador och genomförde endast elva matcher (under vilka han producerade fyra assistpoäng) innan han bytte klubb och hamnade i Frölunda HC. Han spelade nio grundseriematcher för Frölunda samt fem matcher i slutspelet. Laget slogs ut i kvartsfinal av Färjestad BK med 4–1 i matcher.
I början av maj 2001 meddelades det att Ytfeldt skrivit ett treårsavtal Linköping HC. Han fick dock en stor del av säsongen spolierad av en axelskada och spelade endast åtta grundseriematcher (där han gick poänglös). Den följande säsongen, 2002/03, spelade han 15 matcher (på vilka han gjorde elva poäng) för Nyköpings Hockey i Norra Allsvenskan innan han kom till IFK Strömsund, i division två, där han bland annat hjälpte till med träningen. Vid 26 års ålder avslutade han sin ishockeykarriär.

### Landslag
1997 blev Ytfeldt uttagen att spela U18-EM i Tjeckien med Sveriges U18-landslag. Sverige gick obesegrade genom turneringen, men slutade på andra plats, en poäng bakom Finland. Ytfeldt spelade sex matcher och stod för ett mål och en assistpoäng. Han var också med och spelade JVM i Kanada 1999. Sverige gick obesegrade ur gruppspelet och ställdes mot värdnationen i semifinal, där man föll med 1–6. Man besegrades sedan även bronsmatchen mot Slovakien, med 4–5. Ytfeldt noterades för ett mål och tre assist på sex spelade matcher.

## Statistik

### Klubbkarriär
| 1997–98           | Leksands IF       | Elitserien        | 10  | 0 | 0  | 0  | 2   | — | — | — | — | — |
| 1998–99           | Leksands IF       | Elitserien        | 39  | 0 | 4  | 4  | 65  | 4 | 0 | 1 | 1 | 4 |
| 1999–00           | Leksands IF       | Elitserien        | 50  | 3 | 9  | 12 | 72  | — | — | — | — | — |
| 2000–01           | JYP               | Liiga             | 11  | 0 | 4  | 4  | 26  | — | — | — | — | — |
| 2000–01           | Frölunda HC       | Elitserien        | 9   | 0 | 1  | 1  | 8   | 5 | 0 | 1 | 1 | 4 |
| 2001–02           | Linköping HC      | Elitserien        | 8   | 0 | 0  | 0  | 4   | — | — | — | — | — |
| 2002–03           | Nyköpings Hockey  | HA                | 15  | 5 | 6  | 11 | 30  | — | — | — | — | — |
| Elitserien totalt | Elitserien totalt | Elitserien totalt | 116 | 3 | 14 | 17 | 151 | 9 | 0 | 2 | 2 | 8 |

### Internationellt
| År            | Lag           | Turnering     | Matcher | Mål | Assists | Poäng | Utv. |
| ------------- | ------------- | ------------- | ------- | --- | ------- | ----- | ---- |
| 1997          | Sverige       | JEM           | 6       | 1   | 1       | 2     | 14   |
| 1999          | Sverige       | JVM           | 6       | 1   | 3       | 4     | 6    |
| Junior totalt | Junior totalt | Junior totalt | 12      | 2   | 4       | 6     | 20   |